# Roseau (ville de la Dominique)
Pour l’article homonyme, voir Roseau (homonymie).
 (novembre 2023).
Si vous disposez d'ouvrages ou d'articles de référence ou si vous connaissez des sites web de qualité traitant du thème abordé ici, merci de compléter l'article en donnant les références utiles à sa vérifiabilité et en les liant à la section « Notes et références ».
Roseau est la capitale de la Dominique, île et pays de l'archipel des Caraïbes. Sa population était estimée à 16 577 habitants en 2006 (14 847 au recensement de 2001).
C'est une ville située le long de la mer des Caraïbes et traversée par le petit fleuve côtier Roseau. La ville fut construite sur l'emplacement de l'ancien village Sairi des indiens Kalinago. C'est la plus ancienne et la plus importante ville de l'île. Elle présente une combinaison d'architecture moderne et coloniale (de style français). Il existe un diocèse appelé diocèse catholique romain de Roseau.
La ville est située sur la côte sous le vent de la Dominique (côte ouest).

## Structure urbaine
Le centre de Roseau est constitué d'un amas dense de petites maisons, avec très peu d'espaces verts. Toutefois, celui-ci est limité soit par la mer, soit par le fleuve Roseau, soit encore par la présence d'un jardin botanique et des jardins du gouvernement.

La ville est bâtie selon une architecture coloniale classique dans les Antilles, une sorte de grille plus ou moins régulière, avec des rues qui se croisent à angle droit. Roseau est ainsi divisée en environ 80 blocs rectangulaires, chacun d'environ 30 hectares.

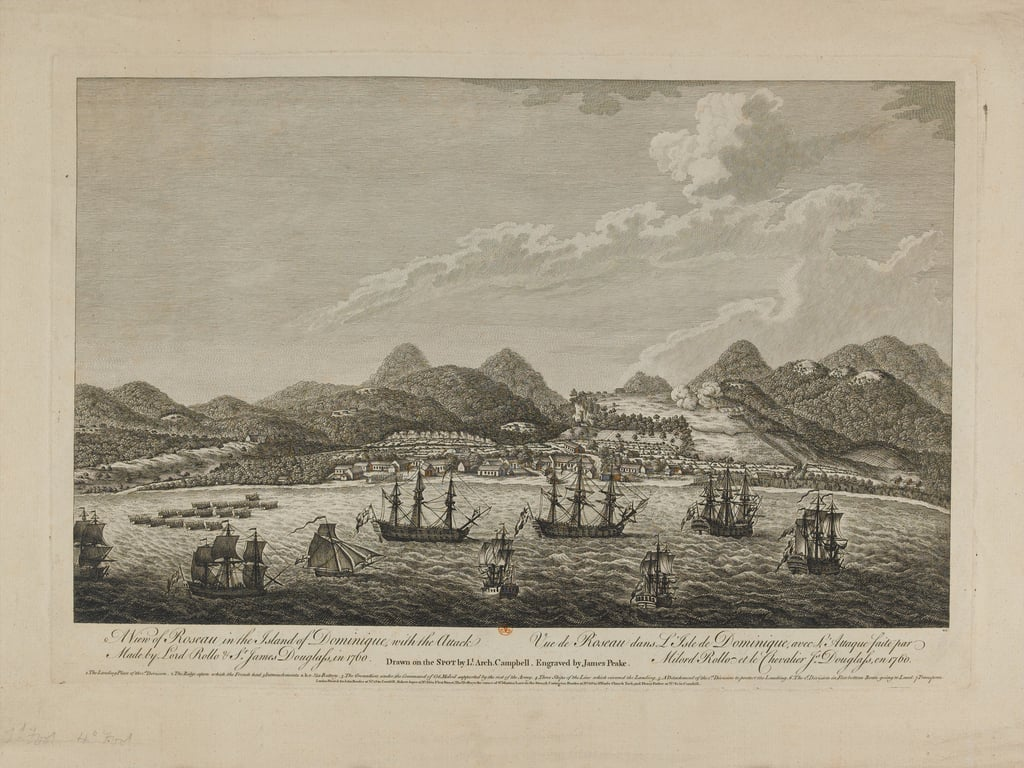
Vue de Roseau sur l'île de la Dominique, James Peake et Lt. Archibald Campbell, 1761.
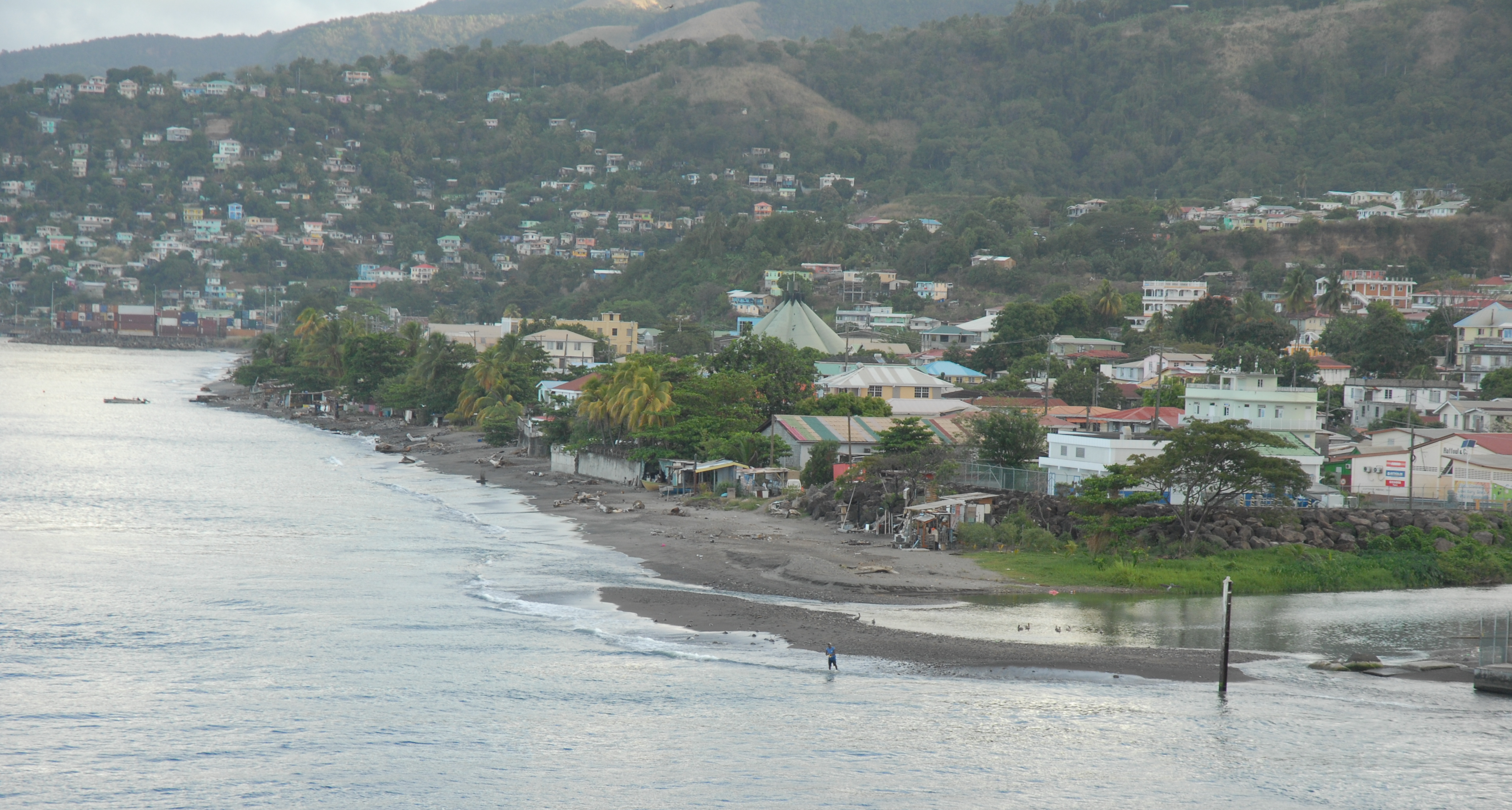
Vue de Roseau.
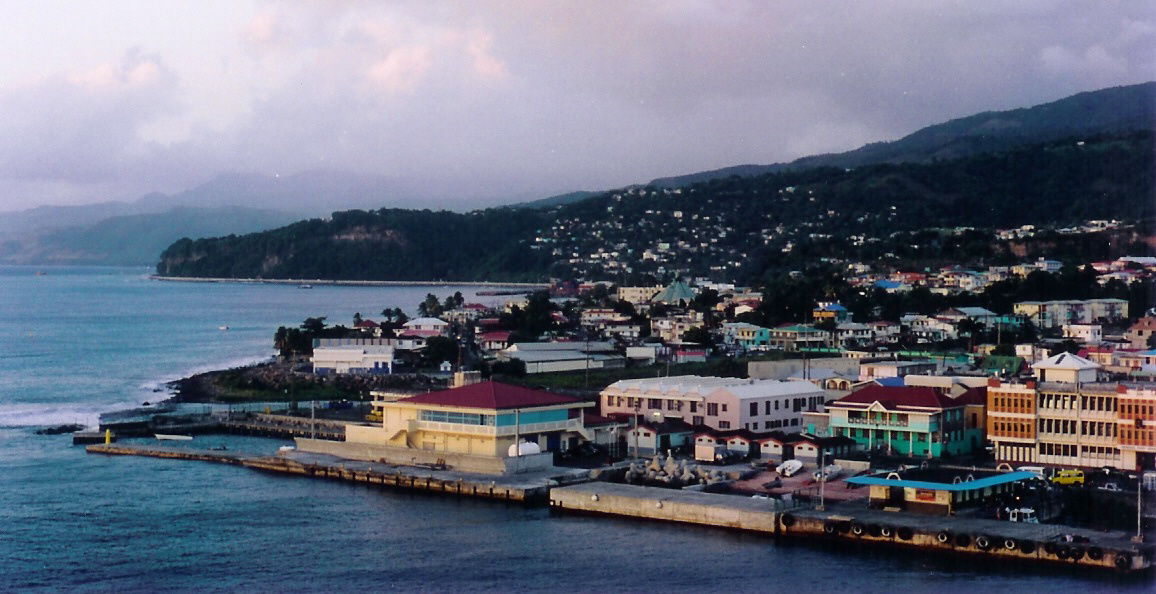
Vue de Roseau.
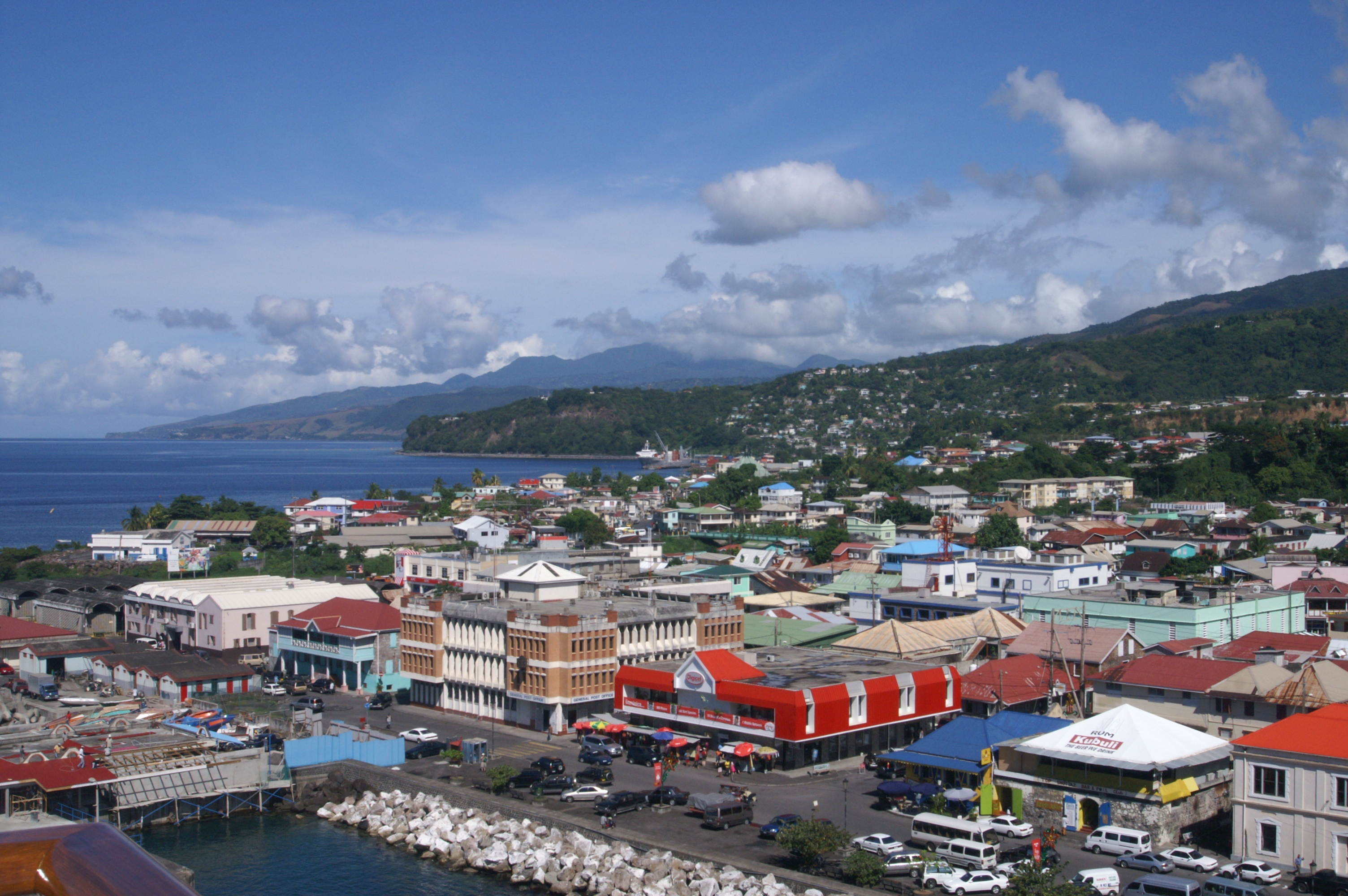
Vue panoramique de Roseau.
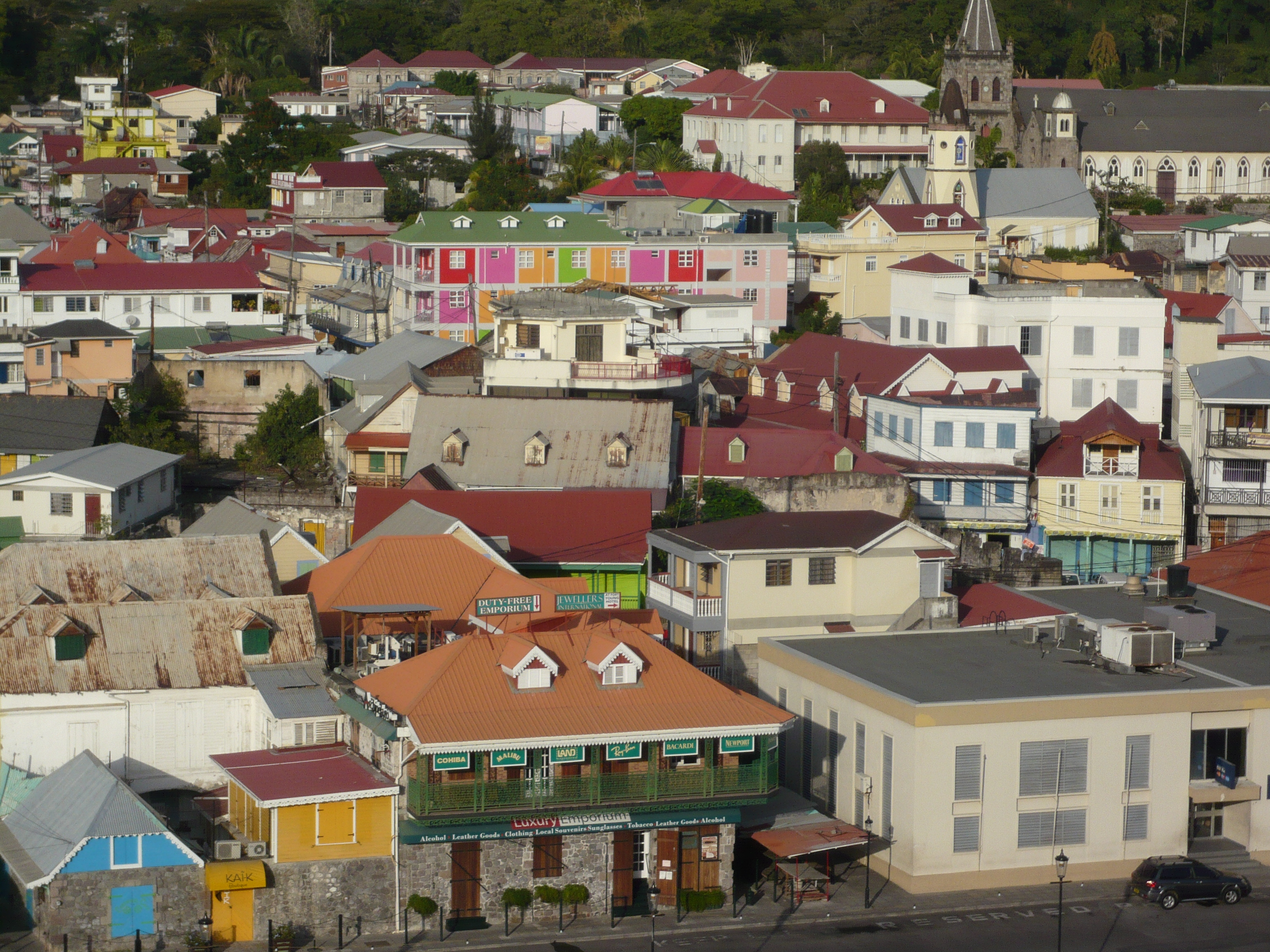
Vue panoramique de Roseau.
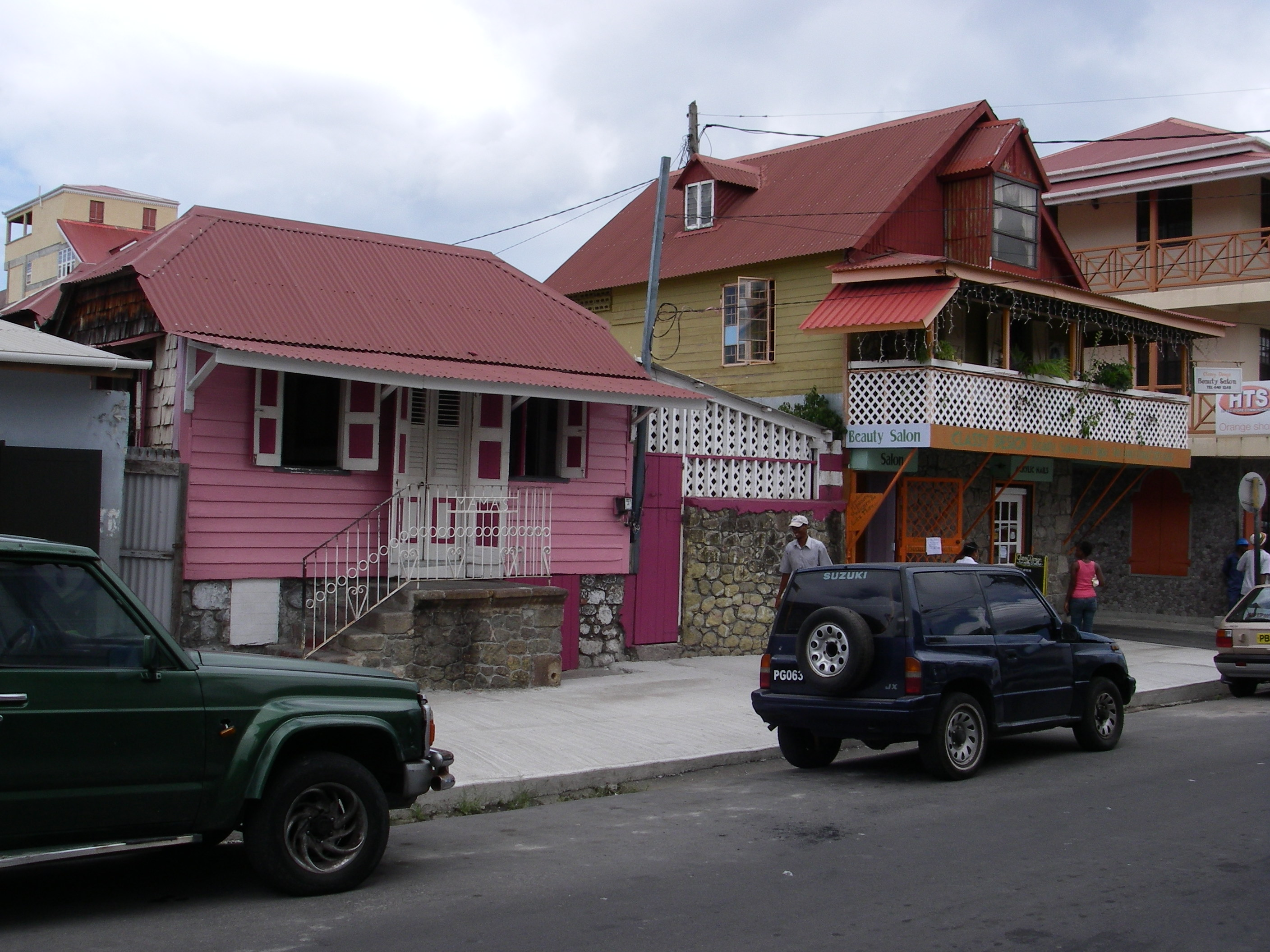
Une rue de Roseau.
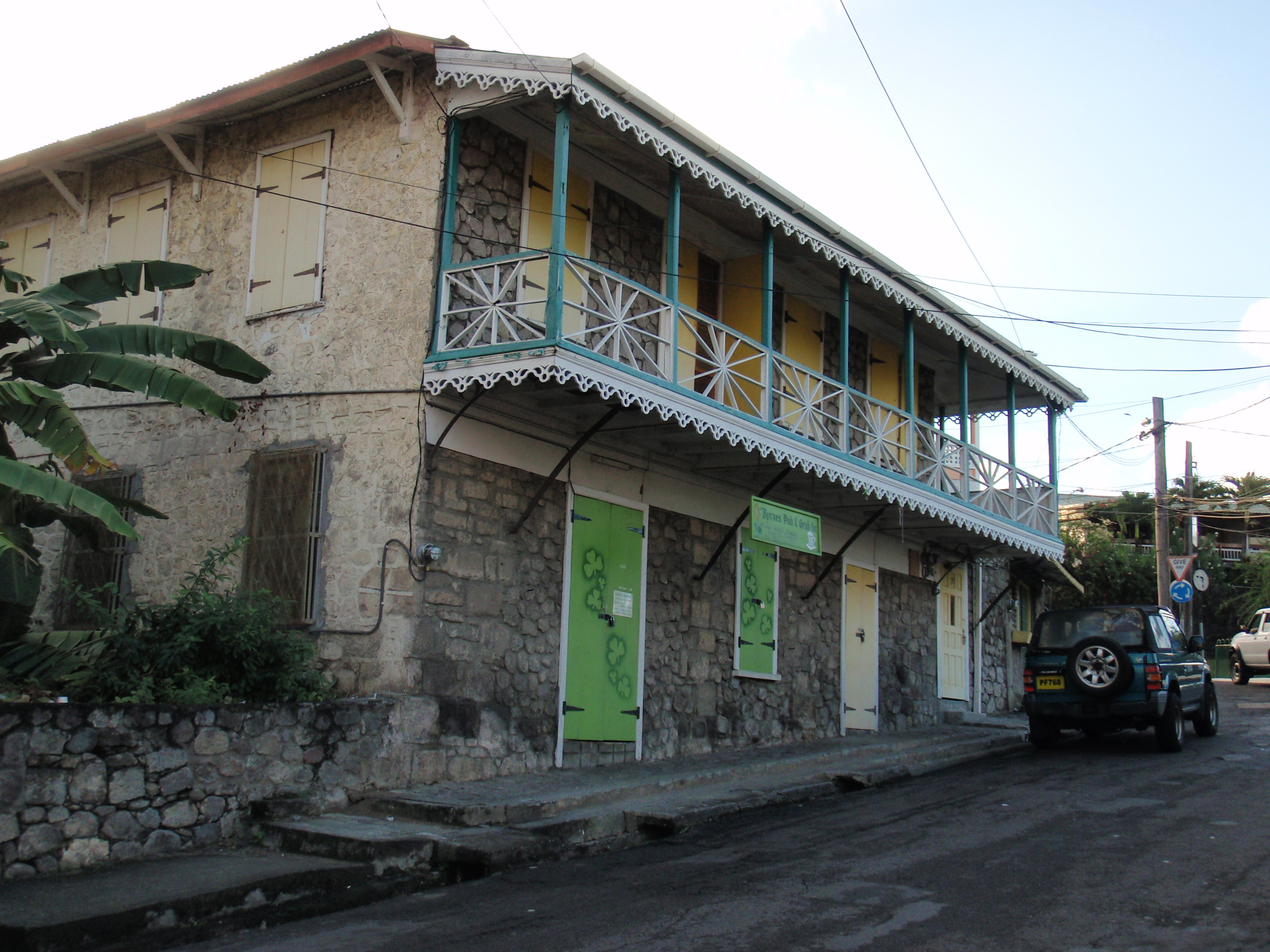
Une rue de Roseau.
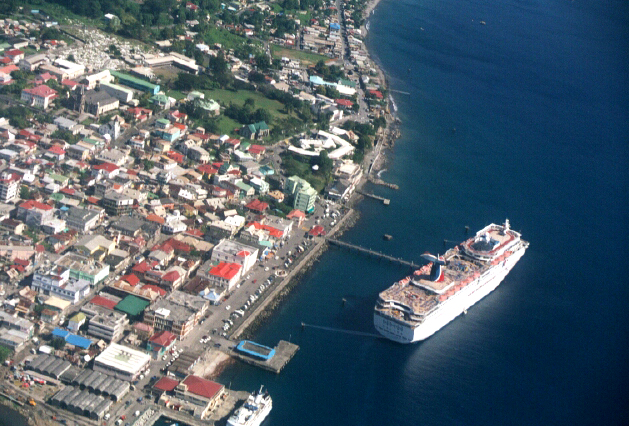
Vue aérienne de Roseau.

## Histoire
Au XVIIIe siècle, la ville de Roseau était plus petite qu'actuellement car simplement limitée à son centre-ville actuel. 
Actuellement, environ 15 % de la population de la municipalité vit dans le centre-ville. Les quartiers de Newtown et Potter's Ville datent du début du XIXe siècle ou de la fin du XVIIIe siècle. Le quartier de Goodwill date des années 1950 et celui de Bath Estate de la fin des années 1980. 
Des nouveaux hameaux, faiblement urbanisés, se sont créés autour de la ville comme Stock Farm, Castle Comfort et Wall House, s'ajoutant aux plus anciens, comme Fond Cole et Canefield.

## Démographie
En plus d'en être la capitale, Roseau est la ville la plus peuplée de la Dominique. En 2006, elle comptait 16 577 habitants, contre 14 847 en 2001.

## Économie
Les principales productions de la ville sont le citron, les jus de citron, les huiles essentielles, les légumes et les épices.
La pêche tient également une place importante à Roseau. Toutefois, on constate un net progrès du côté du secteur tertiaire (notamment du tourisme depuis quelques années). Roseau a donc vu l'ouverture d'hôtels sur son territoire.

## Transports
En tant que ville la plus importante, Roseau concentre la grande majorité des activités commerciales de la Dominique et est ainsi le centre névralgique du réseau routier de l'île. Elle constitue un carrefour important avec le trafic à destination du nord, de l'est et du sud.
Roseau est desservie par l'aéroport de Canefield, qui assure des liaisons directes avec les îles voisines, ainsi que par l'aéroport Douglas-Charles, plus grand, au nord. Un port assure des liaisons directes avec les territoires insulaires voisins : la Guadeloupe au nord et la Martinique et Sainte-Lucie au sud.
La ville ne possède ni réseau ferroviaire ni métro.

## Éducation
Roseau a été le centre historique de l'éducation sur l'île. Il y a six écoles secondaires dans la ville ainsi que huit écoles primaires. Un collège communautaire, le Dominica State College, se trouve à Roseau. 
Il y a deux écoles de médecine privées, All Saints School of Medicine et Ross University School of Medicine, et deux universités privées, Ballsbridge University, avec des campus affiliés dans plusieurs pays et un programme mondial pour la durabilité de l'éducation, et Western Orthodox University.

## Santé
La ville dispose d'un hôpital.

## Tourisme

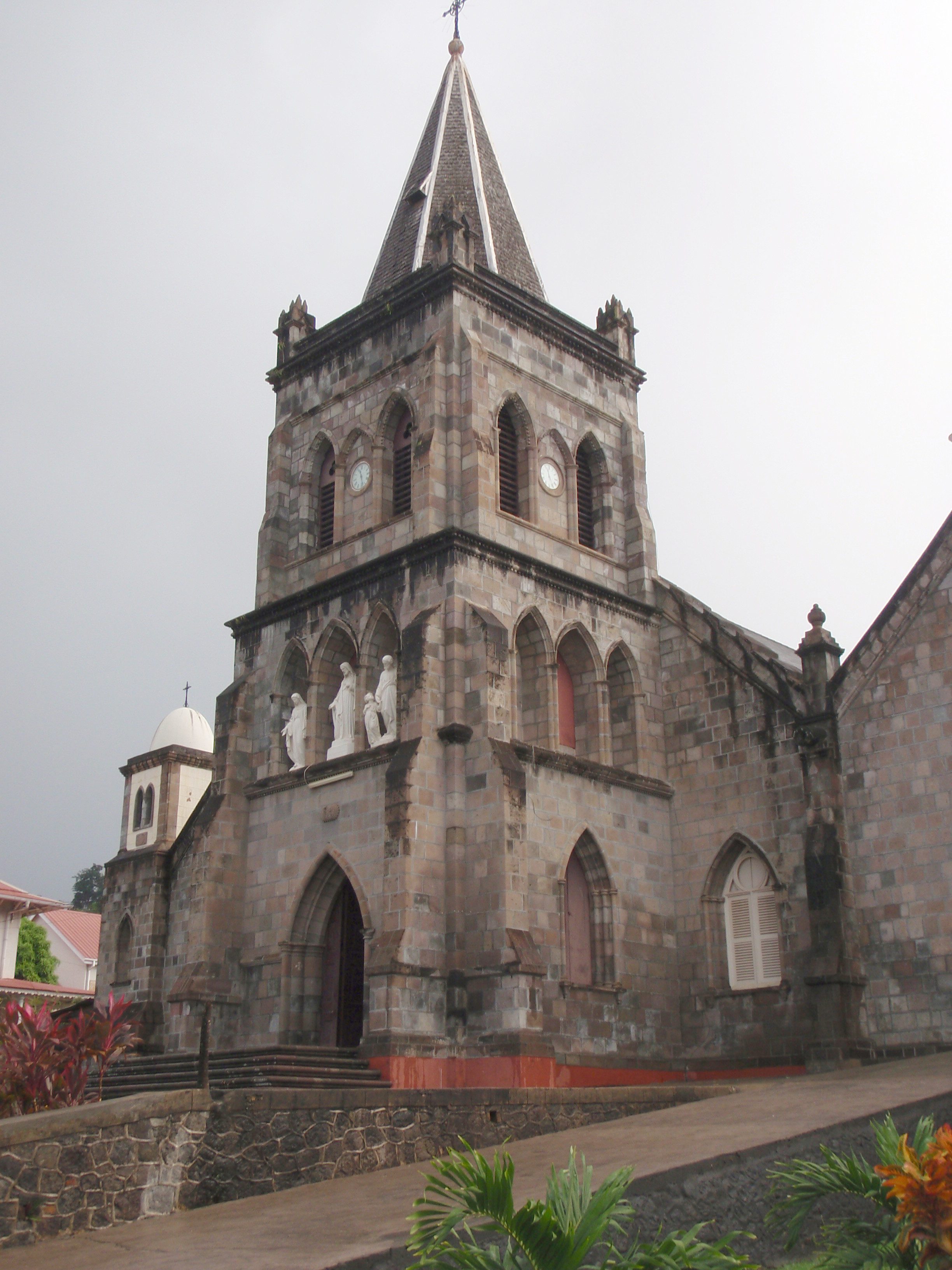
La cathédrale Notre-Dame de Fair Heaven.

- le Dominica Museum (principal musée du pays)
- la cathédrale Notre-Dame de Fair Heaven
- le fleuve Roseau

## Sport
Roseau abrite le principal stade de football du pays, le Windsor Park, qui est utilisé par l'équipe nationale.

## Diplomatie
Plusieurs ambassades (du Brésil, de la Chine, de Cuba ou encore du Venezuela) ainsi que de nombreux consulats possèdent leur siège dans la ville.